# Pierre Webó
Pierre Achille Webó Kouamo (Bafoussam, 20 gennaio 1982) è un allenatore di calcio ed ex calciatore camerunese, di ruolo attaccante, vice allenatore dell'Ankaragücü.

## Carriera

### Club
Webó ha giocato nel Nacional di Montevideo dal 2000 al 2002 dove tra l'altro ha vinto 2 campionati uruguaiani ed è stato capocannoniere della Copa Sudamericana 2002. Nell'estate 2002 è arrivato in Europa al Leganés militante nella Segunda Division spagnola, è rimasto solo una stagione, prima di approdare in Primera Division l'anno successivo.
Viene acquistato dall'Osasuna dove resterà per 4 stagioni, dal 2003 al 2007, il terzo anno, l'Osasuna raggiunge il quarto posto, l'anno successivo Webo può disputare la Champions League, ma la squadra viene eliminata dall'Amburgo al terzo turno dei preliminari, disputa allora la Coppa Uefa dove Webo arriva fino alle semifinali segnando due reti, prima dell'eliminazione per mano dei futuri campioni del Siviglia.
Dal 2007 passa al Maiorca, ex club del connazionale Samuel Eto'o, in cui milita per quattro stagioni, mettendo a segno 27 gol in campionato.
Il 30 luglio 2011 passa a titolo definitivo al club turco dell'İstanbul Büyükşehir Belediyesi Spor Kulübü. Successivamente passa al Fenerbahçe per 3 milioni di euro, con la squadra di Istanbul firma un contratto che lo legherà al club fino al giugno del 2015.
Il 4 febbraio 2013, all'andata dei quarti di finale dell'Europa League 2012-2013, segna contro la Lazio il gol del vantaggio turco; la partita finirà 2 a 0 per il Fenerbahçe.

### Nazionale
L'esordio con la nazionale del Camerun avviene nel 2003.
Nelle qualificazioni per il Mondiale 2006 il Camerun è in girone con la Costa d'Avorio; quando mancano due giornate alla fine, il Camerun è sotto di 2 punti, e lo scontro diretto in Costa d'Avorio finisce 3-2 per i leoni indomabili, trascinati da Webo che firma tutte e tre le reti. Poi il Camerun pareggia all'ultima partita in casa con l'Egitto, la Costa d'Avorio invece vince e così si qualifica al mondiale, proprio a discapito di Webo e compagni.
Partecipa alla Coppa d'Africa 2006 dove il Camerun è eliminato ai quarti di finale ai rigori ancora per mano della Costa d'Avorio.
Nelle qualificazioni per il mondiale 2010 segna il primo gol nella vittoria per 2-0 sul Marocco all'ultima giornata; il Camerun in questo modo accede per la sesta volta alla fase finale del Mondiale.

## Statistiche

### Presenze e reti nei club
Statistiche aggiornate al 16 aprile 2015.
| Stagione             | Squadra              | Campionato           | Campionato | Campionato | Coppe nazionali | Coppe nazionali | Coppe nazionali | Coppe continentali | Coppe continentali | Coppe continentali | Altre coppe | Altre coppe | Altre coppe | Totale | Totale |
| Stagione             | Squadra              | Comp                 | Pres       | Reti       | Comp            | Pres            | Reti            | Comp               | Pres               | Reti               | Comp        | Pres        | Reti        | Pres   | Reti   |
| -------------------- | -------------------- | -------------------- | ---------- | ---------- | --------------- | --------------- | --------------- | ------------------ | ------------------ | ------------------ | ----------- | ----------- | ----------- | ------ | ------ |
| 2007-2008            | Maiorca              | PD                   | 15         | 5          | CR              | 0               | 0               | -                  | -                  | -                  | -           | -           | -           | 15     | 5      |
| 2008-2009            | Maiorca              | PD                   | 33         | 5          | CR              | 6               | 0               | -                  | -                  | -                  | -           | -           | -           | 39     | 5      |
| 2009-2010            | Maiorca              | PD                   | 31         | 6          | CR              | 1               | 0               | -                  | -                  | -                  | -           | -           | -           | 32     | 6      |
| 2010-2011            | Maiorca              | PD                   | 34         | 11         | CR              | 2               | 1               | -                  | -                  | -                  | -           | -           | -           | 36     | 12     |
| Totale Maiorca       | Totale Maiorca       | Totale Maiorca       | 113        | 27         |                 | 9               | 1               |                    | -                  | -                  |             | -           | -           | 122    | 28     |
| 2011-2012            | İstanbul B.B.        | SL                   | 30+6       | 13+2       | TK              | 1               | 0               | -                  | -                  | -                  | -           | -           | -           | 37     | 15     |
| 2012-gen. 2013       | İstanbul B.B.        | SL                   | 18         | 9          | TK              | 1               | 0               | -                  | -                  | -                  | -           | -           | -           | 19     | 9      |
| Totale İstanbul B.B. | Totale İstanbul B.B. | Totale İstanbul B.B. | 48+6       | 22+2       |                 | 2               | 0               |                    | -                  | -                  |             | -           | -           | 56     | 24     |
| gen.-giu. 2013       | Fenerbahçe           | SL                   | 13         | 7          | TK              | 3               | 1               | UEL                | 6                  | 2                  | ST          | -           | -           | 22     | 10     |
| 2013-2014            | Fenerbahçe           | SL                   | 26         | 9          | TK              | 1               | 0               | UCL                | 4                  | 1                  | ST          | 1           | 0           | 32     | 10     |
| 2014-2015            | Fenerbahçe           | SL                   | 20         | 6          | TK              | 8               | 5               | -                  | -                  | -                  | ST          | 0           | 0           | 28     | 11     |
| Totale Fenerbahçe    | Totale Fenerbahçe    | Totale Fenerbahçe    | 59         | 22         |                 | 12              | 6               |                    | 10                 | 3                  |             | 1           | 0           | 82     | 31     |
| Totale carriera      | Totale carriera      | Totale carriera      | 220+6      | 71+2       |                 | 23              | 7               |                    | 10                 | 3                  |             | 1           | 0           | 260    | 83     |

### Cronologia presenze e reti in nazionale
| Cronologia completa delle presenze e delle reti in nazionale ― Camerun | Cronologia completa delle presenze e delle reti in nazionale ― Camerun | Cronologia completa delle presenze e delle reti in nazionale ― Camerun | Cronologia completa delle presenze e delle reti in nazionale ― Camerun | Cronologia completa delle presenze e delle reti in nazionale ― Camerun | Cronologia completa delle presenze e delle reti in nazionale ― Camerun | Cronologia completa delle presenze e delle reti in nazionale ― Camerun | Cronologia completa delle presenze e delle reti in nazionale ― Camerun |
| Data                                                                   | Città                                                                  | In casa                                                                | Risultato                                                              | Ospiti                                                                 | Competizione                                                           | Reti                                                                   | Note                                                                   |
| ---------------------------------------------------------------------- | ---------------------------------------------------------------------- | ---------------------------------------------------------------------- | ---------------------------------------------------------------------- | ---------------------------------------------------------------------- | ---------------------------------------------------------------------- | ---------------------------------------------------------------------- | ---------------------------------------------------------------------- |
| 19-11-2003                                                             | Ōita                                                                   | Giappone                                                               | 0 – 0                                                                  | Camerun                                                                | Amichevole                                                             | -                                                                      | 68’                                                                    |
| 28-4-2004                                                              | Sofia                                                                  | Bulgaria                                                               | 3 – 0                                                                  | Camerun                                                                | Amichevole                                                             | -                                                                      |                                                                        |
| 6-6-2004                                                               | Yaoundé                                                                | Camerun                                                                | 2 – 1                                                                  | Benin                                                                  | Qual. Mondiali 2006                                                    | -                                                                      | 83’                                                                    |
| 18-6-2004                                                              | Misurata                                                               | Libia                                                                  | 0 – 0                                                                  | Camerun                                                                | Qual. Mondiali 2006                                                    | -                                                                      | 65’                                                                    |
| 9-2-2005                                                               | Créteil                                                                | Senegal                                                                | 0 – 1                                                                  | Camerun                                                                | Amichevole                                                             | -                                                                      | 65’                                                                    |
| 27-3-2005                                                              | Yaoundé                                                                | Camerun                                                                | 2 – 1                                                                  | Sudan                                                                  | Qual. Mondiali 2006                                                    | 1                                                                      | 72’                                                                    |
| 4-6-2005                                                               | Cotonou                                                                | Benin                                                                  | 1 – 4                                                                  | Camerun                                                                | Qual. Mondiali 2006                                                    | 1                                                                      | 67’                                                                    |
| 19-6-2005                                                              | Yaoundé                                                                | Camerun                                                                | 1 – 0                                                                  | Libia                                                                  | Qual. Mondiali 2006                                                    | 1                                                                      | 89’                                                                    |
| 4-9-2005                                                               | Abidjan                                                                | Costa d'Avorio                                                         | 2 – 3                                                                  | Camerun                                                                | Qual. Mondiali 2006                                                    | 3                                                                      |                                                                        |
| 8-10-2005                                                              | Yaoundé                                                                | Camerun                                                                | 1 – 1                                                                  | Egitto                                                                 | Qual. Mondiali 2006                                                    | -                                                                      |                                                                        |
| 15-11-2005                                                             | Alès                                                                   | Camerun                                                                | 0 – 0                                                                  | Marocco                                                                | Amichevole                                                             | -                                                                      | 46’                                                                    |
| 21-1-2006                                                              | Il Cairo                                                               | Camerun                                                                | 3 – 1                                                                  | Angola                                                                 | Coppa d'Africa 2006 - 1º turno                                         | -                                                                      | 60’ 75’                                                                |
| 25-1-2006                                                              | Il Cairo                                                               | Camerun                                                                | 2 – 0                                                                  | Togo                                                                   | Coppa d'Africa 2006 - 1º turno                                         | -                                                                      | 69’                                                                    |
| 29-1-2006                                                              | Il Cairo                                                               | Camerun                                                                | 2 – 0                                                                  | RD del Congo                                                           | Coppa d'Africa 2006 - 1º turno                                         | -                                                                      | 46’                                                                    |
| 4-2-2006                                                               | Il Cairo                                                               | Camerun                                                                | 0 – 0 dts (11 – 12 dtr)                                                | Costa d'Avorio                                                         | Coppa d'Africa 2006 - Quarti di finale                                 | -                                                                      | 34’                                                                    |
| 27-5-2006                                                              | Rotterdam                                                              | Paesi Bassi                                                            | 1 – 0                                                                  | Camerun                                                                | Amichevole                                                             | -                                                                      | 46’                                                                    |
| 16-8-2006                                                              | Rouen                                                                  | Guinea                                                                 | 1 – 1                                                                  | Camerun                                                                | Amichevole                                                             | 1                                                                      |                                                                        |
| 7-10-2006                                                              | Yaoundé                                                                | Camerun                                                                | 3 – 0                                                                  | Guinea Equatoriale                                                     | Qual. Coppa d'Africa 2008                                              | 1                                                                      | 32’                                                                    |
| 7-2-2007                                                               | Lomé                                                                   | Togo                                                                   | 2 – 2                                                                  | Camerun                                                                | Amichevole                                                             | -                                                                      |                                                                        |
| 24-3-2007                                                              | Yaoundé                                                                | Camerun                                                                | 3 – 1                                                                  | Liberia                                                                | Qual. Coppa d'Africa 2008                                              | 2                                                                      |                                                                        |
| 3-6-2007                                                               | Monrovia                                                               | Liberia                                                                | 1 – 2                                                                  | Camerun                                                                | Qual. Coppa d'Africa 2008                                              | -                                                                      |                                                                        |
| 17-6-2007                                                              | Garoua                                                                 | Camerun                                                                | 2 – 1                                                                  | Ruanda                                                                 | Qual. Coppa d'Africa 2008                                              | -                                                                      | 65’                                                                    |
| 31-5-2008                                                              | Yaoundé                                                                | Camerun                                                                | 2 – 0                                                                  | Capo Verde                                                             | Qual. Mondiali 2010                                                    | -                                                                      | 82’                                                                    |
| 8-6-2008                                                               | Curepipe                                                               | Mauritius                                                              | 0 – 3                                                                  | Camerun                                                                | Qual. Mondiali 2010                                                    | -                                                                      | 46’ 87’                                                                |
| 14-6-2008                                                              | Dar es Salaam                                                          | Tanzania                                                               | 0 – 0                                                                  | Camerun                                                                | Qual. Mondiali 2010                                                    | -                                                                      | 71’                                                                    |
| 21-6-2008                                                              | Yaoundé                                                                | Camerun                                                                | 2 – 1                                                                  | Tanzania                                                               | Qual. Mondiali 2010                                                    | -                                                                      |                                                                        |
| 6-9-2008                                                               | Praia                                                                  | Capo Verde                                                             | 1 – 2                                                                  | Camerun                                                                | Qual. Mondiali 2010                                                    | -                                                                      | 46’                                                                    |
| 19-11-2008                                                             | Rustenburg                                                             | Sudafrica                                                              | 3 – 2                                                                  | Camerun                                                                | Amichevole                                                             | -                                                                      | 52’                                                                    |
| 28-3-2009                                                              | Accra                                                                  | Togo                                                                   | 1 – 0                                                                  | Camerun                                                                | Qual. Mondiali 2010                                                    | -                                                                      | 46’                                                                    |
| 12-8-2009                                                              | Klagenfurt                                                             | Austria                                                                | 0 – 2                                                                  | Camerun                                                                | Amichevole                                                             | 2                                                                      | 65’                                                                    |
| 5-9-2009                                                               | Libreville                                                             | Gabon                                                                  | 0 – 2                                                                  | Camerun                                                                | Qual. Mondiali 2010                                                    | -                                                                      | 77’                                                                    |
| 9-9-2009                                                               | Yaoundé                                                                | Camerun                                                                | 2 – 1                                                                  | Gabon                                                                  | Qual. Mondiali 2010                                                    | -                                                                      | 73’                                                                    |
| 10-10-2009                                                             | Yaoundé                                                                | Camerun                                                                | 3 – 0                                                                  | Togo                                                                   | Qual. Mondiali 2010                                                    | -                                                                      | 70’                                                                    |
| 14-10-2009                                                             | Olhão                                                                  | Angola                                                                 | 0 – 0                                                                  | Camerun                                                                | Amichevole                                                             | -                                                                      | 64’                                                                    |
| 14-11-2009                                                             | Fes                                                                    | Marocco                                                                | 0 – 2                                                                  | Camerun                                                                | Qual. Mondiali 2010                                                    | 1                                                                      | 81’                                                                    |
| 9-1-2010                                                               | Nairobi                                                                | Kenya                                                                  | 1 – 3                                                                  | Camerun                                                                | Amichevole                                                             | 1                                                                      | 46’                                                                    |
| 13-1-2010                                                              | Lubango                                                                | Camerun                                                                | 0 – 1                                                                  | Gabon                                                                  | Coppa d'Africa 2010 - 1º turno                                         | -                                                                      | 64’                                                                    |
| 21-1-2010                                                              | Lubango                                                                | Camerun                                                                | 2 – 2                                                                  | Tunisia                                                                | Coppa d'Africa 2010 - 1º turno                                         | -                                                                      | 46’                                                                    |
| 25-1-2010                                                              | Benguela                                                               | Egitto                                                                 | 3 – 1 dts                                                              | Camerun                                                                | Coppa d'Africa 2010 - Quarti di finale                                 | -                                                                      | 88’                                                                    |
| 3-3-2010                                                               | Monaco                                                                 | Italia                                                                 | 0 – 0                                                                  | Camerun                                                                | Amichevole                                                             | -                                                                      | 74’                                                                    |
| 25-5-2010                                                              | Lienz                                                                  | Georgia                                                                | 0 – 0                                                                  | Camerun                                                                | Amichevole                                                             | -                                                                      | 46’                                                                    |
| 29-5-2010                                                              | Klagenfurt                                                             | Camerun                                                                | 1 – 1                                                                  | Slovacchia                                                             | Amichevole                                                             | -                                                                      |                                                                        |
| 1-6-2010                                                               | Covilhã                                                                | Portogallo                                                             | 3 – 1                                                                  | Camerun                                                                | Amichevole                                                             | 1                                                                      | 62’                                                                    |
| 5-6-2010                                                               | Belgrado                                                               | Serbia                                                                 | 4 – 3                                                                  | Camerun                                                                | Amichevole                                                             | 2                                                                      | 64’                                                                    |
| 14-6-2010                                                              | Bloemfontein                                                           | Giappone                                                               | 1 – 0                                                                  | Camerun                                                                | Mondiali 2010 - 1º turno                                               | -                                                                      |                                                                        |
| 19-6-2010                                                              | Pretoria                                                               | Camerun                                                                | 1 – 2                                                                  | Danimarca                                                              | Mondiali 2010 - 1º turno                                               | -                                                                      | 79’                                                                    |
| 9-2-2011                                                               | Skopje                                                                 | Macedonia                                                              | 0 – 1                                                                  | Camerun                                                                | Amichevole                                                             | -                                                                      | 53’                                                                    |
| 26-3-2011                                                              | Dakar                                                                  | Senegal                                                                | 1 – 0                                                                  | Camerun                                                                | Qual. Coppa d'Africa 2012                                              | -                                                                      | 75’                                                                    |
| 4-6-2011                                                               | Garoua                                                                 | Camerun                                                                | 0 – 0                                                                  | Senegal                                                                | Qual. Coppa d'Africa 2012                                              | -                                                                      | 84’                                                                    |
| 7-6-2011                                                               | Salisburgo                                                             | Russia                                                                 | 0 – 0                                                                  | Camerun                                                                | Amichevole                                                             | -                                                                      | 46’                                                                    |
| 14-10-2012                                                             | Yaoundé                                                                | Camerun                                                                | 2 – 1                                                                  | Capo Verde                                                             | Qual. Coppa d'Africa 2013                                              | -                                                                      |                                                                        |
| 14-11-2012                                                             | Ginevra                                                                | Albania                                                                | 0 – 0                                                                  | Camerun                                                                | Amichevole                                                             | -                                                                      | 65’                                                                    |
| 13-10-2013                                                             | Radès                                                                  | Tunisia                                                                | 0 – 0                                                                  | Camerun                                                                | Qual. Mondiali 2014                                                    | -                                                                      | 90’                                                                    |
| 17-11-2013                                                             | Yaoundé                                                                | Camerun                                                                | 4 – 1                                                                  | Tunisia                                                                | Qual. Mondiali 2014                                                    | 1                                                                      |                                                                        |
| 26-5-2014                                                              | Kufstein                                                               | Macedonia                                                              | 0 – 2                                                                  | Camerun                                                                | Amichevole                                                             | 1                                                                      | 55’                                                                    |
| 1-6-2014                                                               | Mönchengladbach                                                        | Germania                                                               | 2 – 2                                                                  | Camerun                                                                | Amichevole                                                             | -                                                                      | 90+2’                                                                  |
| 7-6-2014                                                               | Yaoundé                                                                | Camerun                                                                | 1 – 0                                                                  | Moldavia                                                               | Amichevole                                                             | -                                                                      | 46’                                                                    |
| 13-6-2014                                                              | Natal                                                                  | Messico                                                                | 1 – 0                                                                  | Camerun                                                                | Mondiali 2014 - 1º turno                                               | -                                                                      | 79’                                                                    |
| 18-6-2014                                                              | Manaus                                                                 | Camerun                                                                | 0 – 4                                                                  | Croazia                                                                | Mondiali 2014 - 1º turno                                               | -                                                                      | 70’                                                                    |
| 23-6-2014                                                              | Brasilia                                                               | Brasile                                                                | 4 – 1                                                                  | Camerun                                                                | Mondiali 2014 - 1º turno                                               | -                                                                      | 72’                                                                    |
| Totale                                                                 |                                                                        | Presenze                                                               | 60                                                                     |                                                                        | Reti                                                                   | 19                                                                     |                                                                        |

## Palmarès

### Club
- Campionato uruguaiano: 2

Nacional: 2001, 2002
- Coppa di Turchia: 1

Fenerbahçe: 2012-2013
- Campionato turco: 1

Fenerbahçe: 2013-2014
- Supercoppa di Turchia: 1

Fenerbahçe: 2014

### Individuale
- Capocannoniere della Copa Sudamericana: 1

2002 (4 reti)